# Helogale
Helogale is een geslacht van zoogdieren uit de  familie van de mangoesten (Herpestidae).

## Soorten
- Helogale hirtula Thomas, 1904 – Ruigharige dwergmangoeste
- Helogale parvula (Sundevall, 1847) – Dwergmangoest